# Босницы
Босницы — деревня в Струго-Красненском районе Псковской области России. Входит в состав сельского поселения «Новосельская волость».
Расположена в 41 км к юго-западу от посёлка Струги Красные, к западу от бывшего волостного центра Цапелька.

## История
Согласно Закону Псковской области от 28 февраля 2005 года деревня Босницы вошла в состав образованного муниципального образования Цапельская волость.
До апреля 2015 года деревня Босницы входила в Цапельскую волость.
В соответствии с Законом Псковской области от 30 марта 2015 года № 1508-ОЗ деревня Босницы, вместе с другими селениями упраздненной Цапельской волости, вошла в состав образованного муниципального образования Новосельская волость.

## Население
Численность населения по оценке на 2000 год составляет 76 жителей, на 2010 год — 54 жителя.
| 2001 | 2002 | 2010 | 2011 |
| ---- | ---- | ---- | ---- |
| 76   | ↘64  | ↘29  | ↗54  |